# Mark Kozelek
 (mars 2019).
Si vous disposez d'ouvrages ou d'articles de référence ou si vous connaissez des sites web de qualité traitant du thème abordé ici, merci de compléter l'article en donnant les références utiles à sa vérifiabilité et en les liant à la section « Notes et références ».
Mark Edward Kozelek, né le 24 janvier 1967 à Massillon, Ohio, est un chanteur, auteur-compositeur, guitariste et producteur de musique américain. 
Il est le leader du groupe d'indie folk Sun Kil Moon, avec lequel il a enregistré huit albums studio. Il est aussi le chanteur, guitariste et membre fondateur de Red House Painters, un groupe d'indie rock, avec lequel il a sorti six albums studio entre 1989 et 2001, date de la séparation du groupe.

## Carrière
Né et élevé à Massillon, dans l'Ohio, Kozelek est rapidement intéressé par la musique. Après avoir rencontré le batteur Anthony Koutsos à Atlanta, en Géorgie, il s'installe avec ce dernier à San Francisco, en Californie, et forme Red House Painters, aux côtés du guitariste Gorden Mack et du bassiste Jerry Vessel. Il signe dans le label 4AD, avec lequel il sort quatre albums studio, acclamés par la critique. En 1996, Kozelek enregistre quasiment seul un cinquième album studio, Songs for a Blue Guitar. La sortie de leur sixième et dernier album, Old Ramon (2001), a été retardé de trois ans. Dans l'intervalle, Kozelek enregistre un album et un EP de reprise d'AC/DC.
Retrouvant Koutsos et Vessel, le trio ainsi formé se produit désormais sous le nom de Sun Kil Moon. Ils sortent leur premier album,  Ghosts of the Great Highway, en 2003. Inspiré par la guitare classique, Kozelek enregistre seul le quatrième album studio Admiral Fell Promises, de même que le cinquième,  Among the Leaves (2012). Les compositions de ce dernier ont des paroles plus intimistes. Il poursuit dans cette direction sur deux projets solo, Perils from the Sea et Mark Kozelek & Desertshore, tous deux sortis en 2013.
En 2014, Sun Kil Moon sort un sixième album, Benji, acclamé par la critique. Il est suivi d'un septième opus, Universal Themes. En 2016, Kozelek sort un album studio collaboratif, réalisé avec Jesu, et intitulé Jesu/Sun Kil Moon.
Entre ses groupes Sun Kil Moon, Red House Painters, et ses propres productions solo, Kozelek a sorti vingt-sept albums studio.

## Discographie

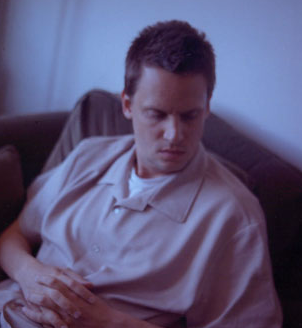
Mark Kozelek in 2011

### Albums solos
- What's Next to the Moon (2001)
- Like Rats (2013)
- Perils from the Sea (2013) (avec Jimmy LaValle)
- Mark Kozelek & Desertshore (2013) (avec Desertshore)
- Mark Kozelek Sings Christmas Carols (2014)
- Dreams of Childhood (2015) (avec Nicolás Pauls)
- Mark Kozelek Sings Favorites (2016)
- Yellow Kitchen (2017) (avec Sean Yeaton)
- Mark Kozelek with Ben Boye and Jim White (2017) (avec Ben Boye and Jim White)
- Mark Kozelek (2018)
- Mark Kozelek with Donny McCaslin and Jim White (2019)

### EPs
- Rock 'n' Roll Singer (2000)
- Down in the Willow Garden (2015)
- Night Talks (2017)

### Compilations
- If You Want Blood (2001)
- Nights LP (2008)
- The Finally LP (2008)

### Albums live
- White Christmas Live (2001)
- Little Drummer Boy Live (2006)
- White Christmas and Little Drummer Boy Live (2007)
- 7 Songs Belfast (2008)
- Find Me, Ruben Olivares: Live in Spain (2009)
- Lost Verses Live (2009)
- Live at Union Chapel & Södra Teatern (2011)
- Live at Lincoln Hall (2012)
- On Tour: A Documentary – The Soundtrack (2012)
- Live in Copenhagen (2012)
- Live at Phoenix Public House Melbourne (2013)
- Live at Mao Livehouse Shanghai & Beijing (2013)
- Live at Palladium: Malmö (2013)
- Live at Victoria Teatern and Stenhammarsalen (2014)
- Live at Biko (2014)
- The Kids – Live in London (2014)